# Inimi desenate
„Inimi desenate” este ultimul single al Deliei inclus pe albumul Pe aripi de vânt, fiind cea de-a doua piesa compusă și produsă de către Kazibo Music. Melodia ajunge repede pe primele poziții ale topurilor, devine un hit, însă nu înregistrează succesul răsunător al single-ului anterior. Lansarea a fost una inedită, „Inimi desenate” a fost difuzat în premieră de către toate marile radiouri din țară la ora 9:00.
Pentru promovare, Delia a realizat și o ședință foto alături de fotograful Dimitri Caceaune.

## Bazele proiectului
Single-ul „Inimi desenate” este produs și compus de echipa Kazibo Music. Muzica și versurile sunt scrise de Ovidiu Baciu și Alex Pelin, iar mix-masterul îi aparține lui Deaconu Dan Andrei, echipă ce a realizat și hitul național „Pe aripi de vânt”.
Ce spune Delia despre proiect: 
 „Inimi Desenate este o continuare frumoasă a poveștii „Pe aripi de vânt”. Este tot un pop-rock curat și sper ca publicul să primească această piesă la fel de frumos ca pe cea precedentă. E o piesă puternică, dar în același timp sensibilă prin care am încercat să transmit vulcanul de sentimente ce se regăsește într-o poveste de dragoste trecută, dar încă prezentă în inimile celor ce i-au dat naștere.”  

## Live
Pentru primă dată live la un post de radio, single-ul s-a auzit pe 10 martie 2015 în timpul emisiunii „Morning ZU”, moment ce a fost înregistrat și încărcat pe contul oficial de YouTube al Radio Zu unde are peste 300.000 de vizualizări. 

## Videoclip
Filmările au fost realizate în regia echipei „CevaDeVis” alături de care Delia lucrează de doi ani. Bogdan Boantă apare alături de artistă în videoclip și este responsabil de coregrafie. Makeup-ul este realizat de Ana Mironescu, hairstyle-ul de Livia Berceanu, iar stilist a fost Andra Moga alături de asistenta sa, Ema Băniță. 
Videoclipul a fost încărcat pe contul oficial de YouTube al casei de discuri Cat Music în ziuă lansării și a strâns peste 12.000.000 de vizualizări.

## Performanța în topuri
„Inimi Desenate” debutează la trei săptămâni de la lansare pe locul 9 al Media Forest Romania cu un număr de 102 difuzări, iar  în cea de-a doua săptămână înregistrează 138 de redări la radio și ajunge pe a sașea poziție. Single-ul își continuă ascensiunea, până pe locul al doilea datorat unui număr de 201 difuzări. Acesta părăsește topul după 15 săptămâni.
În „Hit Super 50” la Radio 21, single-ul înregistrează cel mai bun și surprinzător debut al săptămânii, ajunge direct pe prima poziție unde rămâne timp de trei săptămâni consecutive. 
La Kiss FM în „Kiss Top 40”, „Inimi desenate” apare pentru prima dată pe locul 40, urcând până pe 9.
„Inimi Desenate” debutează direct în prima jumătate a Romanian Top 100, pe locul 45 la nici două săptămâni de la lansarea oficială., iar următoarea săptămână ocupă poziția 36. Ascensiunea continuă până la ocuparea poziției  a 12-a.

## Topuri
| Grafic (2015)                   | Poziția |
| ------------------------------- | ------- |
| România (Romanian Top 100)      | 12      |
| România (Kiss Top 40/Kiss FM)   | 9       |
| România (Hit Super 50/Radio 21) | 1       |
| România (Media Forest)          | 2       |
| România (Most Wanted/Radio Zu)  | 6       |

| Grafic (2015)                               | Poziția |
| ------------------------------------------- | ------- |
| România (Top 50 Best Hits of 2015/Radio 21) | 36      |
| România (Media Forest)                      | 17      |

## Lansări
| Țara    | Data           | Format           | Casă discuri |
| ------- | -------------- | ---------------- | ------------ |
| România | 02 martie 2015 | Digital Download | Cat Music    |